# Kolegium Elektorów Stanów Zjednoczonych

Liczba głosów elektorskich przypadających na poszczególne stany oraz Dystrykt Kolumbii w sprawie wyborów prezydenckich w latach 2024 i 2028

Liczby podają, ilu elektorów wybierały poszczególne stany Skonfederowanych Stanów Ameryki. We wszystkich wygrał Jefferson Davis

Kolegium Elektorów Stanów Zjednoczonych (ang. United States Electoral College) – konstytucyjny organ państwowy dokonujący co cztery lata wyboru amerykańskiego prezydenta i wiceprezydenta. Od 1964 roku elektorów jest 538, czyli tylu, ilu kongresmenów plus trzech przedstawicieli Dystryktu Kolumbii. Liczba elektorów wystawianych przez dany stan jest równa liczbie jego senatorów i reprezentantów. W senacie każdy stan reprezentuje dwóch senatorów. Liczba reprezentantów jest zależna od liczby obywateli danego stanu (najludniejszy stan, Kalifornia, ma pięćdziesięciu czterech elektorów, a najsłabiej zaludnione stany po trzech). Stołeczny Dystrykt Kolumbii, niebędący stanem, nie ma reprezentacji w kongresie, ale wybiera tylu elektorów, ilu mógłby, gdyby był stanem – czyli trzech.
Na elektora nie może być wybrany senator, reprezentant ani żadna osoba sprawująca w imieniu Stanów Zjednoczonych urząd powierniczy lub odpłatny. Elektorzy spotykają się jedynie w stanowych parlamentach i swoje głosy wysyłają do urzędującego przewodniczącego Senatu Stanów Zjednoczonych, który na wspólnym posiedzeniu obu izb Kongresu dokonuje otwarcia kopert i zlicza głosy.
Krótko istniejące Skonfederowane Stany Ameryki również miały własnego prezydenta i konstytucję. Ta także przewidywała wybór przez Kolegium Elektorów. Miało to miejsce tylko raz, w 1861, a prezydentem został Jefferson Davis.

## Podstawa prawna
Kolegium Elektorów zostało ustanowione na mocy II Artykułu Konstytucji Stanów Zjednoczonych. Procedura wyboru prezydenta i wiceprezydenta została uszczegółowiona i nieco zmodyfikowana po wejściu w życie 12. poprawki w 1804. Prawo głosu mieszkańcom Dystryktu Kolumbii przyznano dopiero na mocy 23. poprawki w 1961 r.

## Liczba elektorów
Liczba elektorów w poszczególnych stanach:
| Stan                | Liczba głosów |
| ------------------- | ------------- |
| Alabama             | 9             |
| Alaska              | 3             |
| Arizona             | 11            |
| Arkansas            | 6             |
| Connecticut         | 7             |
| Dakota Południowa   | 3             |
| Dakota Północna     | 3             |
| Delaware            | 3             |
| Dystrykt Kolumbii   | 3             |
| Floryda             | 30            |
| Georgia             | 16            |
| Hawaje              | 4             |
| Idaho               | 4             |
| Illinois            | 19            |
| Indiana             | 11            |
| Iowa                | 6             |
| Kalifornia          | 54            |
| Kansas              | 6             |
| Karolina Południowa | 9             |
| Karolina Północna   | 16            |
| Kentucky            | 8             |
| Kolorado            | 10            |
| Luizjana            | 8             |
| Maine               | 4             |
| Maryland            | 10            |
| Massachusetts       | 11            |
| Michigan            | 15            |
| Minnesota           | 10            |
| Missisipi           | 6             |
| Missouri            | 10            |
| Montana             | 4             |
| Nebraska            | 5             |
| Nevada              | 6             |
| New Hampshire       | 4             |
| New Jersey          | 14            |
| Nowy Jork           | 28            |
| Nowy Meksyk         | 5             |
| Ohio                | 17            |
| Oklahoma            | 7             |
| Oregon              | 8             |
| Pensylwania         | 19            |
| Rhode Island        | 4             |
| Teksas              | 40            |
| Tennessee           | 11            |
| Utah                | 6             |
| Vermont             | 3             |
| Waszyngton          | 12            |
| Wirginia            | 13            |
| Wirginia Zachodnia  | 4             |
| Wisconsin           | 10            |
| Wyoming             | 3             |

## Zasady wyboru elektorów
W prawie wszystkich stanach (z dwoma wyjątkami) oraz w Dystrykcie Kolumbii partia, która wygrywa w nim wybory elektorów, czyli w istocie wybory prezydenckie, otrzymuje wszystkie głosy elektorskie z tego stanu – bez względu na to, jaką większością wygrała. Wyjątkiem są stany Nebraska i Maine. W stanach tych dwa miejsca elektorskie (odpowiadające miejscom w Senacie) przypadają kandydatom tej partii, która wygrywa wybory prezydenckie w całym stanie, tak, jak w całym stanie wybiera się senatorów. Natomiast pozostałe mandaty elektorskie, odpowiadające miejscom w Kongresie, przydzielane są na zasadach wyborów do Kongresu, a więc miejsce zdobywa elektor – zwycięzca okręgu wyborczego. W Maine są dwa okręgi wyborcze, w Nebrasce trzy (tylu członków Izby Reprezentantów wybierają te stany), zatem te miejsca mogą przypaść innym kandydatom niż wskazani przez partię, która wygrała w całym stanie.
Powyższe zasady wyboru elektorów sprawiają, że w wyborach prezydenckich w USA kandydat, który uzyskał najwięcej głosów, a nawet ponad połowę głosów w głosowaniu powszechnym, może nie uzyskać większości w kolegium elektorskim i nie zostać prezydentem. Takie sytuacje miały miejsce pięciokrotnie, mianowicie:
- w 1824 r. – najwięcej głosów uzyskał Andrew Jackson (41,3%), prezydentem został John Quincy Adams (32,0%),
- w 1876 r. – ponad połowę głosów uzyskał Samuel Tilden (51,1%), prezydentem został Rutherford Hayes (48,0%),
- w 1888 r. – najwięcej głosów uzyskał urzędujący prezydent Grover Cleveland (48,6%), prezydentem został Benjamin Harrison (47,8%),
- w 2000 r. – najwięcej głosów uzyskał Al Gore (48,38%), prezydentem został George W. Bush (47,9%),
- w 2016 r. – najwięcej głosów uzyskała Hillary Clinton (48,18%), prezydentem został Donald Trump (46,09%).